# تسوشیما
تسوشیما (به ژاپنی: 対馬, Tsushima) یکی از جزایر استان ناگازاکی است و در جنوب غربی کشور ژاپن واقع شده‌است. این جزیره بزرگترین جزیرهٔ استان ناگازاکی است. این جزیره دارای ۱۰۰ جزیرهٔ کوچک است که بر روی هم رفته تسوشیما نامیده می‌شوند. از نظر موقعیت جغرافیایی به شبه جزیره کره نزدیک است.

## تسوشیما در حمله مغول به ژاپن
در دوره کاماکورا ژاپن، دو بار مورد حملهٔ امپراتوری مغول و کشور کره یا گوریئو که در آن زمان تحت سلطهٔ مغول بود، قرار گرفت. جزیرهٔ تسوشیما نخستین محلی بود که هدف این حمله قرار داشت و این حمله بزرگترین رویداد تاریخی است که این جزیره تا بحال شاهد بوده‌است.

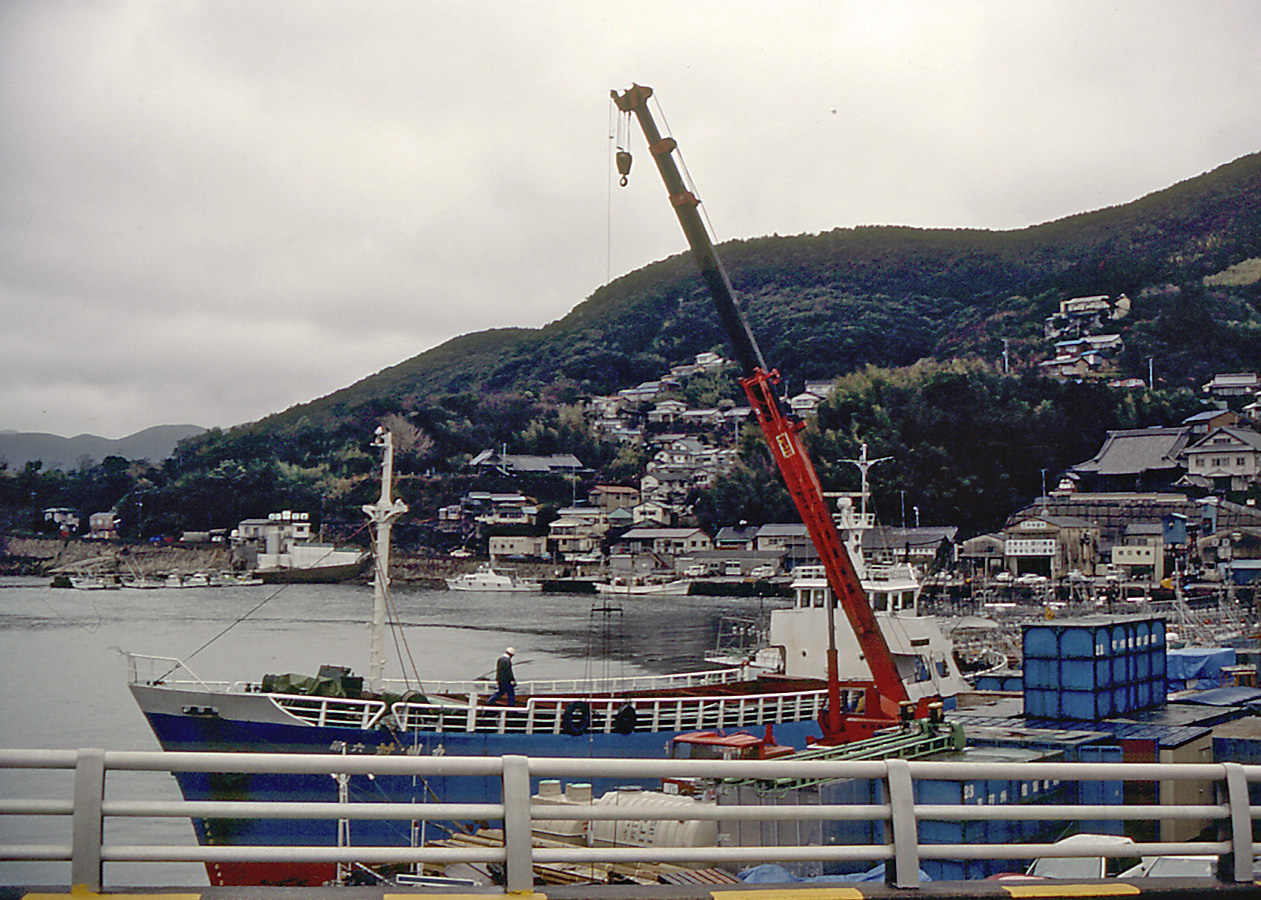

در سال ۱۲۷۴ میلادی، ۹۰۰ کشتی جنگی که توسط گوریئو ساخته شده بود، ۲۵٬۰۰۰ نفر سرباز چینی، و ۸۰۰۰ سرباز کره‌ای و ۶۷۰۰ ملوان، را که در این حمله شرکت داشتند در خود جای دادند. آغاز حمله در پنجم ماه اکتبر بود. سوزوگه‌ کنی بزرگ خاندان سو به همراهی ۸۰ نفر سواره نظام شجاعانه در مقابل این حمله جنگیدند اما به علت اختلاف نیروی نظامی و کمبود نفرات تمامی آنان کشته شدند. بعد از آن ارتش مغول و کره‌ای به جزیره مسلط شدند. بنا بر طوماری تاریخی به نام نیچیرن شو نینچوگاسان مغولان تمامی مردان جزیره را دستگیر کرده یا کشتند و زنان را در یک مکان جمع‌آوری کرده، با سوراخ کردن کف دست، طنابی از کف دست آنان گذرانده و آنها را به یکدیگر متصل کردد. سپس آنان را در داخل کشتی‌ها به بدنهٔ کشتی‌ها بستند. جنگ نخست از حمله مغول به ژاپن بون ای نو اِکی (به ژاپنی: 文永の役 Bun'ei no eki) یا حمله نخست به خلیج هاکاتا نامیده می‌شود. بازی ویدئویی شبح تسوشیما پیرامون اولین تهاجم مغولان به سرزمین ژاپن جریان دارد.
حمله دوم کوآن نو اکی (به ژاپنی: 弘安の役 Kōan no eki) نام دارد و در سال ۱۲۸۱ رخ داده‌است. جناح شرقی در این جنگ توروگون (به ژاپنی: 東路軍) نامیده می‌شود. از ۱۵٬۰۰۰، سرباز چین شمالی، ۱۰٬۰۰۰ سرباز گوریئو و ۱۷٬۰۰۰ ملوان تشکیل شده بود. در جناح شرقی آغاز اعزام نیز از شهر ماسان در کره آغاز شد.
ناوگان دیگر از حدود ۱۰۰٫۰۰۰ نفر از سربازان چینی سلسله سونگ سابق تشکیل شده بود. این سپاه کونان‌گون (به ژاپنی: 江南軍) نامیده می‌شود. سرآغاز حرکت این ناوگان از شهر نینگبو واقع در چین جنوبی (سلسله سونگ) بود.